# Мігіндоала
Мігіндоала (рум. Mighindoala) — село у повіті Сібіу в Румунії. Входить до складу комуни Шейка-Маре.
Село розташоване на відстані 224 км на північний захід від Бухареста, 25 км на північний схід від Сібіу, 100 км на південний схід від Клуж-Напоки, 110 км на захід від Брашова.

## Населення
За даними перепису населення 2002 року у селі проживали 2 особи.